# 1122
1122 (MCXXII) fue un año común comenzado en domingo del calendario juliano.

## Acontecimientos
- 23 de septiembre - Concordato de Worms que pone fin a la Querella de las investiduras.
- El Imperio bizantino destruye a los pechenegos completamente.
- El Califa de Bagdad Abasí plantea independiente del Ejército.

## Fallecimientos
- Pons de Melguei, Abad de Cluny
- San Berardo da Pagliara, Obispo de Teramo